# Toyota Safety Sense
Toyota Safety Sense – stworzony przez Toyotę pakiet systemów bezpieczeństwa czynnego pojazdów. Jego działanie opiera się na danych pozyskanych przez kamerę i czujnik laserowy lub radar. Kamera służy do rozpoznawania samochodów, pionowych i poziomych znaków drogowych oraz przednich lub tylnych świateł w zasięgu do 100 m. Laser mierzy odległość od poprzedzającego samochodu i ustala względną prędkość w zasięgu 10–15 m, zaś radar – w zasięgu 100–200 m.
W skład systemu wchodzą:
- Pre-Collision System – system ostrzegający kierowcę sygnałami dźwiękowym i świetlnym w sytuacji zagrożenia zderzeniem z innym pojazdem. Jeśli w takim momencie kierowca naciśnie pedał hamulca zbyt słabo, układ wzmocni siłę hamowania, by uniknąć zderzenia lub złagodzić jego skutki. W przypadku gdy kierowca nie zacznie hamować pomimo ryzyka zderzenia, system automatycznie rozpocznie hamowanie. W wersji wykorzystującej radar jego działanie obejmuje również zapobieganie zderzeniom z pieszymi.
- Lane Departure Alert – układ ostrzegania o niezamierzonej zmianie pasa ruchu, wykrywający białe i żółte oznakowania poziome na drodze. Kiedy pojazd zaczyna opuszczać swój pas ruchu bez włączonego kierunkowskazu, system powiadamia kierowcę sygnałem dźwiękowym i świetlnym. W niektórych modelach system jest rozszerzony o funkcję automatycznego powrotu na właściwy tor jazdy.
- Road Sign Assist – system rozpoznający wybrane znaki drogowe i wyświetlający je na kolorowym ekranie na desce rozdzielczej. Układ rozpoznaje m.in. znaki ograniczenia prędkości, końca ograniczenia prędkości oraz zakazu wyprzedzania.
- Automatic High Beam – wykorzystujący kamerę układ wykrywający światła pojazdów nadjeżdżających i poprzedzających. System automatycznie przełącza światła z drogowych na mijania, jeśli przed samochodem są inne pojazdy i ponownie włącza światła drogowe, kiedy znikną one z pola widzenia kamery.
- Adaptive Cruise Control – tempomat automatycznie dostosowujący prędkość samochodu do prędkości pojazdu poprzedzającego, jeśli jest ona niższa, niż zadana przez kierowcę. W sytuacji, gdy poprzedzający pojazd przyspieszy bądź zmieni pas, system ponownie rozpędza samochód do ustalonej wcześniej prędkości[1][2].

Pakiet Toyota Safety Sense oficjalnie zadebiutował w 2015 roku podczas premiery najnowszej Toyoty Avensis.
W 2018 roku Toyota wprowadzi na rynek drugą generację Toyota Safety Sense. Pakiet będzie zawierał ulepszony układ Pre-Collision System, który ma odtąd wykrywać rowerzystów w świetle dziennym oraz pieszych zarówno w dzień, jak i w nocy. System Toyota Safety Sense 2 wyposażono również w nowy układ asystenta pasa ruchu Lane Tracing Assist, który utrzymuje samochód na odpowiednim torze jazdy za pośrednictwem kontroli układu kierowniczego i aktywnego tempomatu, a także udoskonalony system Lane Departure Alert, rozpoznający nie tylko białe i żółte linie, ale również granicę oddzielającą drogę od pobocza. W nowej odsłonie moduł z kamerą i radarem ma być mniejszy i łatwiejszy w instalacji.